# خيجري
خيجري (بالإنجليزية: Khichdi)‏، هو طبق من أصل جنوب آسيوي مكون من الرز والعدس والتوابل، ويعتبر أصل طبق كيدجيري الإنجلوهندية، في الثقافة الهندية تعتبر الوجبة الأولى للأطفال، وهو من الأطباق المشهورة في كل من الهند وبنغلاديش وباكستان ونيبال.